# Дискография Can
Дискография краут-рок-группы Can.

## Студийные альбомы
- Monster Movie (1969)
- Soundtracks (1970)
- Tago Mago (1971)
- Ege Bamyasi (1972)
- Future Days (1973)
- Soon Over Babaluma (1974)
- Landed (1975)
- Flow Motion (1976)
- Saw Delight (1977)
- Out of Reach (1978)
- Can (1979)
- Rite Time (1989)

Все альбомы, за исключением Out of Reach, права на который не принадлежат группе, перевыпускаются в виде SACD на лейбле Spoon Records.

## Студийные и концертные сборники
- Zhengzheng Rikang (Norvenich Records, 1968) — неофициальный релиз, ранние записи, переизданные в 2006 году
- Unlimited Edition (Virgin, UK/Harvest, Ger., 1976) — коллекция записей 1968—1974, ранее не вошедших в студийные альбомы
- Delay 1968 (Spoon, 1981) — отложенное издание студийных записей 1968—1969 с вокалом Малкольма Муни
- Limited Edition (United Artists, 1974) — коллекция записей 1968—1974, в расширенной версии изданная как Unlimited Edition
- Peel Sessions (Strange Fruit, 1995) — коллекция 1973—1976 записей с программы BBC John Peel Show
- Radio Waves (Sonic Platten, 1997) — коллекция редких записей 1969—1972
- Can Live (Spoon, 1999) — записи «живых» выступлений 1972—1977 (изданные в виде Can Box CD/video/book set)
- Opener (Sunset, 1976) — сборник из студийного материала 1972—1974
- Cannibalism (United Artists, 1978) — сборник из материала с альбомов 1969—1974
- Onlyou (Pure Freude, 1982) — ограниченный тираж на кассетах
- Incandescence (Virgin, 1983) — сборник из студийного материала 1969—1977
- Cannibalism 2 (Spoon, 1992) — сборник из материала с альбомов 1974—1981, добавлены два трека
- Anthology (Spoon, 1993) — сборник из материала с альбомов 1968—1991
- Cannibalism 3 (Spoon, 1993) — сборник из сольных записей участников (1979—1991)
- The Lost Tapes (Mute, 2012) — сборник на трёх CD из неизданных студийных и концертных записей 1968—1977

Сборники Unlimited Edition и Delay 1968 являются номерными альбомами группы и перевыпускаются в виде SACD на лейбле Spoon Records.

### Трибьют-альбомы
- Sacrilege — трибьют-сборник ремиксов (1997)

## Синглы
- «Agilok & Blubbo» / «Kamera Song» (Deutsche Vogue, DV 14785 — 1968)
- «Kama Sutra» / «I’m Hiding my Nightingale» (Metronome, M 25128 — 1968)
- «She Brings The Rain» / «Deadlock» (Liberty, 1970)
- «Turtles Have Short Legs» / «Halleluwah» (Liberty, 1971)
- «Spoon» / «Shikaro Maru Ten» (United Artists, 1972)
- «Moonshake» / «Splash» (United Artists, 1973)
- «Dizzy Dizzy» / «Come Sta La Luna» (United Artists, 1974)
- «I Want More» / «..and More» (Virgin, 1976))
- «Silent Night» / «Cascade Waltz» (Virgin, 1976)
- «Don’t Say No» / «Return» (Virgin, 1977)
- «Can-Can» / «Aspectacle» (Harvest, 1979)
- «Hoolah Hoolah» (Casablanca Records, 1990)
- «I Want More» / «..and More» (Spoon, 2006 переиздание)

## Фильмы и видео
- (1970) «Mein schönes kurzes Leben» (Телефильм Klaus Lemke)
- (1971) Beat Club TV
- (1972) Free Concert
- (1973) Mixed Media In Soest
- (1998) The Can Documentary
- (1999) The Can Box (документальный материал, концерт, два CD с «живыми» выступлениями и книга)
- (2004) The Can DVD (2 DVD и 1 Audio CD с сольным материалом)

## Музыка к фильмам
- (1968) Kama Sutra (as Inner Space)
- (1968) Agilok & Blubbo (as Inner Space)
- (1969) Ein Großer graublauer Vogel
- (1970) Creem
- (1970) Deadlock
- (1970) Deep End
- (1972) Tatort — Tote Taube in der Beethovenstraße
- (1973) Alice in den Städten
- (1991) Until the End of the World
- (2002) Morvern Callar
- (2010) Норвежский лес

Многие записи включены в альбом Soundtracks.

## Концертные бутлеги
- Prehistoric Future (июнь 1968)
- Mother Sky Berlin, Waldbühne (1971)
- University Of Essex, Colchester, UK (1972)
- Horror Trip in the Paper House Köln (3 февраля 1973)
- Live at Paris Olympia, France (1973)
- Live at Sussex University, Brighton (ноябрь 1975)
- Live at Stuttgart (31 октября 1975)
- Live at Hannover (4 ноября 1976)
- London und Grenoble Live (1976)
- «Germany 1976 vol.1» live Hannover (11 апреля 1976)
- «Great Britain 1977 vol.2» live Aston (4 марта 1977)